# Ilja Stogov
Ilja Jurjevič Stogov (rus. Илья Юрьевич Стогов, 15. prosinca 1970., Lenjingrad) je ruski prozaik, prevoditelj, novinar i radijski voditelj.
Stogovljeve knjige su prevedene na petnaest europskih i azijskih jezika, a sveukupna naklada u Rusiji iznosi oko 1 milijun i 400 tisuća primjeraka.

## Vanjske poveznice
- Moderna vremena: Ilja Stogoff, mASIAfucker

- Prudnikov, S., Intellektualy vymirajut, kak amurskije tigry  Arhivirana inačica izvorne stranice od 2. srpnja 2019. (Wayback Machine), Večernij Peterburg, 12. listopada 2015., br. 186
- Bojkova, E., Ilja Stogoff: Njuans – eto samoje važnoje, čto jest' na svete, Argumenty i fakty, 4. prosinca 2008.